# Aquisição de segunda língua
O interesse sobre o estudo de como são aprendidas as línguas estrangeiras intensificou-se após a década de 1960, em grande parte porque fenômenos como a globalização e o advento da rede mundial de computadores impulsionaram o estudo de tais línguas pela necessidade de um maior intercâmbio entre os povos. Para referir-se a tais estudos, cunhou-se o termo aquisição de segunda língua, cujo significado, ainda que pareça claro, requer alguns esclarecimentos.
O termo ‘segunda’ também não restringe tal estudo apenas às línguas estrangeiras aprendidas em consequência de uma vivência no exterior, ou seja, no país onde aquela língua é L1; L2 remete genericamente a qualquer língua estrangeira, mesmo as que aprendemos por meio de educação formal em sala de aula.  Pode-se definir aquisição de L2 como a forma pela qual as pessoas aprendem outras línguas que não a sua L1, dentro ou fora de sala de aula e ASL como o estudo de tal ocorrência. Um dos caminhos mais comuns percorridos pelos pesquisadores em ASL é a coleta e análise de amostras do que chamam de linguagem do aprendiz — a língua que os alunos produzem quando são solicitados a usar a L2 em tarefas de fala ou escrita. Tais amostras fornecem aos pesquisadores evidências sobre o que os aprendizes sabem sobre a língua que buscam aprender (chamada nos estudos de língua-alvo).
Um dos focos que pode ser aplicado a tais estudos em geral reside na forma pela qual a habilidade de comunicação em L2 desenvolve-se e de que forma o aluno torna-se mais fluente em seu uso da L2. A ASL, contudo, não tem focado seus estudos nesses aspectos comunicativos do desenvolvimento linguístico mas em aspectos particulares da língua nos quais os linguistas têm tradicionalmente se concentrado. Por exemplo, há estudos sobre a pronúncia dos alunos em L2 e sobre como o sotaque modificou-se ao longo da aprendizagem. Outros estudos tratam sobre a construção do vocabulário em L2 ou sobre a evolução da habilidade dos alunos em produzir determinadas estruturas linguísticas.
Um dos objetivos da ASL, assim, é a descrição da aquisição da L2; outros objetivos seriam a explicação, ou seja, a identificação dos fatores internos e externos que influenciam na aquisição da L2 da forma observada pelos estudiosos em determinados indivíduos ou grupos. Um desses fatores externos seria o meio social no qual o aprendizado ocorre; as condições sociais influenciam as oportunidades que os aprendizes terão para ouvir e falar a L2 e a atitude que terão em relação à língua estrangeira. Um outro fator externo é o insumo que os alunos recebem, ou seja, as amostras de L2 às quais são expostos; o aprendizado de L2 não pode ocorrer sem a ocorrência desses insumos.
A aquisição da L2 pode ser em parte explicada pela ação desses fatores externos mas também é necessário observar a influência dos fatores internos, como, por exemplo, os mecanismos cognitivos que permitem ao aprendiz extrair informações sobre a L2 a partir dos insumos, ou ainda o conhecimento prévio que o aluno traz do aprendizado prévio de outras línguas, seu conhecimento geral sobre o mundo no qual convive e as estratégias comunicativas que o auxiliam a fazer um uso mais efetivo da L2. O objetivo da ASL é, assim, prover a descrição de como a aquisição da L2 ocorre e a explicação desse processo, bem como as razões pelas quais certos aprendizes parecem obter melhores resultados que outros nesse processo.

## Conceito de língua adicional
Língua adicional (LA) é a língua que é uma adição a outra(s) língua(s) já presentes no repertório do indivíduo. Esse termo pode ser aplicado a qualquer língua que não seja a(s) língua(s) materna(s), como a língua estrangeira, oficial, co-oficial, de herança, de acolhimento, de integração, parceira, de memória, de imigração e segunda (ou terceira, quarta...) língua.
A partir da língua materna, a língua adicional metodologicamente valoriza o contexto social do aluno e possibilita uma visão crítica da língua no processo de aprendizagem. Schlatter e Garcez, no livro “Línguas Adicionais na Escola: Aprendizagens Colaborativas em Inglês”, dizem que ao usar o termo língua adicional, há uma reflexão por parte do aluno e professor com relação ao que é língua, de quem ela é, de quem pode ser, a que ela serve e o que cada um tem a ver com ela.
É necessário fazer distinção entre Língua Estrangeira e Língua Adicional. Enquanto a primeira é qualquer língua que não faz parte do convívio social de uma pessoa, a segunda é uma língua que se faz relevante, constituindo-se como um recurso útil e importante para a participação em práticas sociais contemporâneas. E essa língua, que se faz relevante, uma vez que é usada também no dia a dia pelas pessoas, não é mais estrangeira, mas adicional. A partir do momento que alguma língua estrangeira começa a ser utilizada e fazer parte do cotidiano e convívio social de uma pessoa, ela deixa de ser uma língua estrangeira, e se torna adicional.
Atualmente, no contexto de ensino, língua adicional vem substituindo o termo língua estrangeira. Isso acontece porque o repertório linguístico já existente dos alunos, formado socialmente por outras línguas cujas delimitações não correspondem aos limites definidos pela escola, atende as demandas do mundo atual, que envolve cada vez mais a comunicação transnacional. Agindo a serviço da interlocução em situações em que pouco importa a distinção entre nativo e estrangeiro, os alunos lançam mão de discursos em diferentes línguas para participar na sociedade contemporânea. É preciso enfatizar que é reconhecendo a pluralidade de línguas e valorizando as línguas já usadas por eles que os alunos poderão entender mais facilmente por que certa língua é um objeto de ensino, cujo conhecimento vale a pena ser acrescentado aos seus repertórios. 
O termo Língua Adicional causa divergência entre os professores de língua estrangeira, por não haver uma concordância quanto ao conceito. Há professores que consideram língua adicional a mesma coisa que língua estrangeira. Segundo Edleise Mendes, no texto “Formar professores de português LE/L2 na universidade: desafios e projeções”, essa opção terminológica adotada nos últimos anos trazem em sua essência, mais do que uma via para resolver o problema, um modo fácil de camuflá-lo, em nome de uma certa “neutralidade”. Ora, o português em contexto brasileiro, por exemplo, não pode ser considerado língua adicional da mesma maneira para diferentes grupos, como indígenas, imigrantes e hispano-falantes que residem nas fronteiras. Dizer que o português é LA para esses diferentes grupos seria deixar de lado as suas especificidades, importantes para as políticas educacionais planejadas para eles, nas quais o português é a língua de instrução.
Os estudos linguísticos acerca deste conceito são relativamente recentes, datando dos fins do século XX.

## Questões metodológicas
Há algumas dificuldades inerentes às pesquisas em ASL. A primeira delas seria definir ‘aquisição’: alguns estudiosos definem-na a partir do quanto da produção do aluno é mais ou menos a mesma que a de um nativo da língua; outro questiona tal conceito, já que ele torna difícil diferenciar o que o aluno sabe do que o aluno é capaz de fazer na L2.
Outro problema seria o fato de que o aprendiz de L2 utiliza-se muito de fórmulas ou expressões fixas; mesmo que muitas vezes usem tais fórmulas corretamente, como um nativo usaria, pode ser que o aprendiz não seja ainda capaz de utilizar a estrutura nela contida em outros contextos.
Um terceiro problema seria mensurar a ‘aquisição’ da L2 nos casos em que o aprendiz usa determinadas características da língua corretamente, mas estende seu uso para situações nas quais elas não são aplicáveis (overuse ou ‘uso exagerado’).
Há, ainda, questões envolvendo a descrição da linguagem do aprendiz. O estudo da ASL passa, obrigatoriamente, pela análise dos erros cometidos pelos alunos. Tais erros são de diferentes tipos:
- erros por omissão: o aluno omite determinadas palavras ou elementos gramaticais necessários;
- erros por uso exagerado: o aluno aplica um elemento gramatical em situações nas quais seu uso é inadequado;
- erros sociolinguísticos: o aluno erra ao usar expressões ou fórmulas de forma apropriada no contexto social.

Observou-se em pesquisas de ASL que os erros cometidos pelos alunos seguem uma sequencia de desenvolvimento na aquisição da L2. Os aprendizes adquirem aspectos da L2 de forma sistemática e, além disso, seguem determinadas ‘rotas’ de desenvolvimento, com alguns aspectos linguísticos sendo aprendidos antes de outros.
A aquisição de L2 envolve, em verdade, diferentes tipos de aprendizado. Por um lado, os aprendizes internalizam fórmulas e expressões da estrutura da L2. Por outro lado, eles aprendem regras (ou seja, o conhecimento de que certos padrões na L2 são usados em um determinado contexto com uma determinada função). Tais ocorrências são definidas como aprendizagem de itens  e aprendizagem de sistemas.

## O aprendiz de L2
Quando se fala em aquisição da L2, deve-se ter em mente que todo aprendiz, não importa sua idade, já aprendeu ao menos uma outra língua. Tal conhecimento prévio pode ser vantajoso no sentido de que o aprendiz sabe de que forma uma língua funciona. Por outro lado, tal conhecimento pode induzir a deduções errôneas de como a L2 é usada em determinadas funções, as quais podem gerar erros que um aprendiz da mesma língua como L1 não cometeria.
Adolescentes e adultos apresentam uma maturidade cognitiva, uma noção metalinguística e um conhecimento do mundo que os cerca que falta aos aprendizes mais novos, o que é uma vantagem para os primeiros. Contudo, a maioria dos aprendizes abaixo dos doze anos de idade não se sentem nervosos quanto ao uso da L2, mesmo quando sua proficiência é limitada — enquanto adultos e adolescentes tendem a sofrer de certo nível de estresse quando sentem que não conseguem expressar na L2 todo o seu potencial criativo e intelectual. Mesmo assim, há um fator individual a ser observado, o qual faz com que alunos em uma mesma faixa etária reajam diferentemente às atividades propostas no processo de aprendizagem.
O grande diferencial entre aprendizes adolescentes/adultos e os mais jovens é o fato de que dificilmente é cobrado desses últimos que se expressem oralmente até que eles mesmos se sintam capazes para tal. Alunos mais velhos são costumeiramente incitados a falar — quer seja em sala de aula, quer seja em atividades cotidianas nas quais a comunicação é essencial. A condição que, segundo as autoras, parece ser comum a todas as faixas etárias é o acesso ao que elas chamam de modified input (algo como insumo modificado). Muitas pessoas que interagem continuamente com estudantes de uma língua estrangeira parecem ter, para elas, uma certa intuição do que precisa ser adaptado na L2 para ajudar os aprendizes em sua compreensão dos conteúdos transmitidos. Além disso, há o fato de que em ambientes informais de aprendizado da L2, os erros que não interferem com o sentido da mensagem costumam ser ignorados — há um senso comum de que interromper alguém que está tentando se comunicar para corrigir erros gramaticais ou de significado pode ser tomado como falta de polidez social. Por outro lado, os erros que porventura atrapalhem a comunicação são inevitavelmente corrigidos, ainda que de forma indireta, pelo interlocutor.
As autoras fazem a seguir considerações sobre as principais correntes de pensamento no que tange ao aprendizado de segunda língua (ASL).

## A ASL e o behaviorismo
O behaviorismo levanta a hipótese de que o aprendizado dá-se por meio de imitação, prática, incentivo e formação de hábito. De acordo com os behavioristas, isso é aplicável tanto para o aprendizado verbal quanto para o não-verbal.  Os aprendizes receberiam insumos linguísticos e formam “associações” entre palavras e objetos ou situações. Tais associações tornar-se-iam mais fortes quanto mais vezes fossem repetidas. Em tal teoria, os aprendizes devem ser encorajados quando suas repetições são corretas e receber a devida correção a cada erro cometido.  
Como o desenvolvimento linguístico é visto pelos behavioristas como resultado da formação de hábitos, é levado em conta que no início do aprendizado da L2 o aprendiz tem seus hábitos formados no uso da L1 e isto interfere nos novos hábitos que precisam ser adquiridos para o domínio da L2.
O behaviorismo é comumente relacionado à chamada Hipótese da Análise Contrastiva (CAH), desenvolvida por linguistas estruturalistas da Europa e da América do Norte. A CAH prevê que o aprendiz irá adquirir mais facilmente as estruturas linguísticas similares entre sua L1 e a L2 e terá, por conseguinte, dificuldades nos pontos em que as duas línguas diferem totalmente. As pesquisas, contudo, provaram que nem todos os erros previstos pelos defensores da CAH são realmente cometidos e que muitos deles não são previsíveis por meio dessa mesma hipótese. Um exemplo disso são os erros cometidos por alunos adultos iniciantes, os quais muitas vezes cometem erros que se assemelham mais à fala das crianças em L1 que propriamente a uma tradução literal a partir de sua L1.

## A ASL e o inatismo (ou a gramática universal)
A Teoria da Aquisição da Linguagem de Noam Chomsky é baseada na hipótese de que conhecimentos inatos dos princípios do que ele chamou de uma Gramática Universal (UG) permitem às crianças adquirir a língua de seu meio, durante um período crítico em seu desenvolvimento. Chomsky não fez referências específicas sobre as consequências de sua teoria para o aprendizado de uma língua estrangeira, mas alguns seguidores de sua teoria argumentam que a ideia de uma UG oferece a melhor perspectiva para a compreensão do processo de ASL. Contudo, outros linguistas afirmam que a UG não é aplicável no estudo da ASL para aprendizes que já passaram pelo chamado período crítico de aquisição de linguagem.
Mesmo aqueles que acreditam que a UG tem um importante papel na compreensão da aquisição na ASL não concordam quanto à forma como a UG funciona nesse processo.  Alguns dizem que a UG pode explicar o fato de que os aprendizes geralmente sabem mais da L2 que aquilo que eles poderiam saber tão-somente a partir dos insumos linguísticos por eles recebidos — mesmo para aqueles aprendizes expostos à L2 depois do período crítico de aquisição da linguagem. A partir de tal observação, eles inferem que a UG deve estar disponível ao estudante de L2 da mesma forma que para aqueles em processo de construção de sua L1. Outros teóricos argumentam que a UG está disponível aos aprendizes de L2, mas que sua natureza primeira já teria sido então alterada pela aquisição de uma outra língua.
Pesquisadores que trabalham com a UG também discordam quanto à influência da instrução formal e da correção dos erros no conhecimento de uma segunda língua. Alguns afirmam que aprendizes adultos não precisam nem tiram proveito da correção de erros ou de informações metalinguísticas — tais elementos modificariam apenas a aparência superficial da performance no uso da L2 e não o conhecimento sistemático intrínseco à nova língua. Outros teóricos que adotam a ideia da UG, sobretudo os que acreditam que a UG é afetada pelo aprendizado da L1, sugerem que os aprendizes de L2 podem precisar de informações explícitas sobre o que não é gramatical na L2; caso contrário, eles tenderão a assumir que a L2 possui formas gramaticais equivalente à L1 (o que nem sempre é correto).
Os estudiosos da ASL pelo prisma da UG costumam se interessar mais pela competência linguística dos alunos avançados que pela linguagem simples dos alunos iniciantes — já que, para eles, a UG é o paradigma que melhor explica o conhecimento de estruturas gramaticais complexas demonstrado pelos alunos avançados de L2, além de tal estudo oferecer a possibilidade de analisar se tal competência dos alunos avançados assemelha-se àquela demonstrada pelos falantes nativos da mesma língua em questão. Por isso, é comum que seus estudos envolvam comparações entre os julgamentos de gramaticidade feitos por ambos os grupos acima citados, e raramente observações da língua falada. Seu interesse maior é, portanto, descobrir o que o aprendiz realmente sabe sobre a língua.

## Omonitor modelde Krashen
Stephen Krashen propôs uma das mais estudadas teorias de ASL de cunho inatista, à qual chamou de monitor model.  Seu modelo constitui-se de cinco hipóteses:
- A hipótese de aquisição-aprendizado (acquisition-learning): segundo Krashen, há duas formas de aprendizes adultos desenvolverem conhecimento sobre uma segunda língua: aquisição (acquisition) ou aprendizado (learning).  A aquisição dá-se quando eles são expostos a amostras da L1 às quais eles compreendem.  O aprendizado dá-se por um processo consciente de estudo e atenção às formas e regras gramaticais da L2;
- A hipótese de monitoramento (monitor hypothesis): o sistema de aquisição seria responsável pela fluência e pelos julgamentos intuitivos sobre correção; o sistema de aprendizagem funcionaria como um editor ou monitor, promovendo pequenas mudanças e burilando o que o sistema de aquisição tenha produzido. Para Krashen, os alunos usariam o monitor apenas quando a preocupação com a correção fosse maior que com a mensagem a ser transmitida; a escrita seria, então, mais propensa à ação do ‘monitoramento’ que a fala. Para Nina Spada e Patsy M. Lightbown, é difícil encontrar evidências do uso do ‘monitoramento’, pois é difícil determinar o que advém, em um discurso, do sistema de aquisição e o que é oriundo da ação do ‘monitor’;
- A hipótese da ordem natural: os aprendizes de L2, assim como os que a aprenderam como L1, adquirem as funções da língua-alvo em seqüências previsíveis. Ao contrário do que se poderia presumir, as regras mais fáceis de ‘aprender’ não seriam necessariamente as primeiras a serem adquiridas. A ordem natural, assim, seria independente da ordem na qual as regras são aprendidas nas aulas de L2;
- A hipótese do insumo (input): os aprendizes adquirem uma língua de uma única forma — por meio da exposição ao que Krashen chamou de insumo compreensível (comprehensible input). Se os insumos contiverem formas e estruturas um pouco além do nível atual de compreensão da língua (‘i+1’), a compreensão e a aquisição ocorrerão concomitantemente;
- A hipótese do filtro afetivo (affective filter): o filtro afetivo seria uma barreira imaginária que impede os aprendizes de adquirir a língua dos insumos disponíveis. ‘Afetivo’, neste caso, diz respeito aos motivos, atitudes, necessidades e estado emocional do aprendiz em relação à tarefa de estudar a L2. Para Kashen, o estado mental do aluno pode limitar o que é percebido e o que é adquirido dos insumos disponíveis.

As teorias de Krashen parecem ter implicações imediatas na prática de sala de aula, mas alguns estudiosos consideram difícil comprovar que os fatores afetivos são aqueles responsáveis pelas diferenças na aquisição da L2 entre alunos expostos a um mesmo programa de aprendizado. As ideias de Krashen, todavia, foram bastante influentes na formação do chamado communicative language teaching (CLT), ou abordagem comunicativa. Contudo, elas ainda são contestadas por muitos linguistas por não conter hipóteses que possam ser provadas empiricamente. O CLT, com seu foco primeiro no uso da L2 para a interação no intuito de cumprir tarefas comunicativas mais que no aprendizado de regras, ganhou o apoio de muitos professores e aprendizes. Modernamente, no entanto, pesquisadores contestam o papel menor que Krashen deu à instrução formal de L2 e à atenção às formas da língua-alvo.